# Czesław Jaroszyński

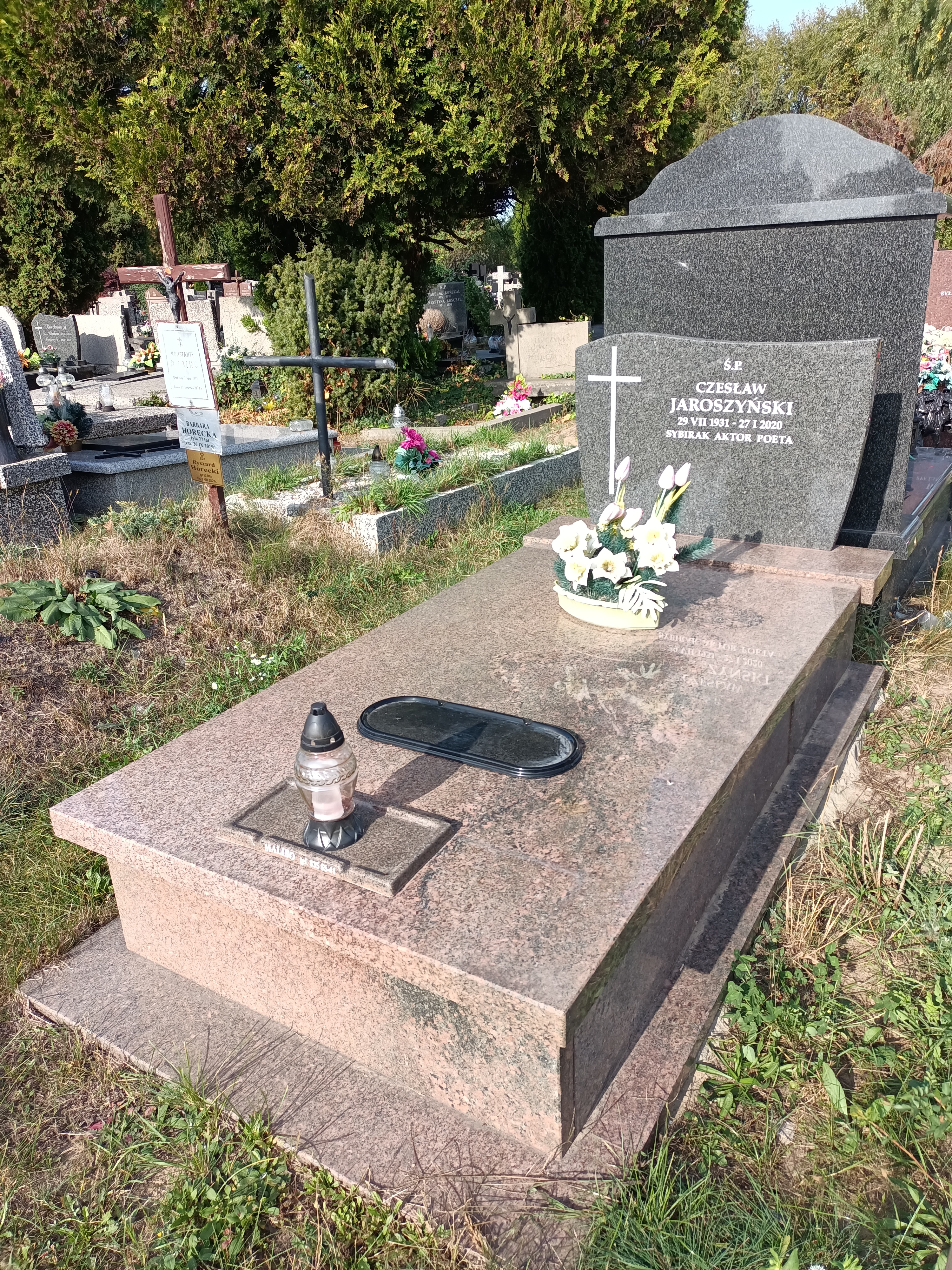
Grób Czesława Jaroszyńskiego na cmentarzu Komunalnym Północnym w Warszawie

Czesław Jaroszyński (ur. 29 lipca 1931 w Balewiczach, zm. 27 stycznia 2020 w Warszawie) – polski aktor teatralny i filmowy, wykładowca retoryki, poeta.

## Życiorys
Urodził się na ziemi nowogródzkiej, gdzie spędził dzieciństwo. W 1940 wraz z rodziną został przesiedlony w głąb Związku Radzieckiego, gdzie mieszkali kolejnych sześć lat. Po powrocie z zesłania cała rodzina osiedliła się na ziemiach odzyskanych w Siedlęcinie. W Jeleniej Górze ukończył gimnazjum, a następnie we Wrocławiu rozpoczął studia filozoficzne i teologiczne. W 1954 zdecydował się rozpocząć naukę w PWST w Łodzi, którą ukończył w 1958. Po uzyskaniu dyplomu rozpoczęła się współpraca aktora z teatrami warszawskimi, która trwała z krótkimi przerwami do 1990, kiedy to wycofał się z zawodu aktora; z teatrem pozostawał jednak nadal związany, pisując recenzje teatralne.
Ma w swoim dorobku około trzydziestu występów w filmach. Od połowy lat osiemdziesiątych prowadził ponadto wykłady z retoryki na Uniwersytecie Warszawskim; jest także współautorem, wraz z synem Piotrem (profesorem KUL), podręcznika pt. Podstawy retoryki klasycznej (1998).
W wyborach w 1991 kandydował do Sejmu z listy Wyborczej Akcji Katolickiej.
W 1993 ukazał się w Poznaniu jego zbiór wierszy pt. Poezje a w 2000 w Warszawie - Bajki ezopowe (wydanie drugie: 2001). Jest też autorem książki Zesłanie, opowieść o tamtym czasie (Szczecinek 2004; wydanie poszerzone pt. Zesłanie i trudne powroty, Szczecinek 2014), będącej zapisem wspomnień z zesłania w głąb Związku Radzieckiego.
Pochowany na Cmentarzu Komunalnym Północnym w Warszawie.

## Teatr
- Teatr Klasyczny w Warszawie (1958–1963)
- Teatr Powszechny w Warszawie (1963–1967)
- Teatr Narodowy w Warszawie (1969–1974)
- Teatr Polski w Poznaniu (1974–1975)
- Teatr Polski w Warszawie (1977–1983)
- Teatr Narodowy w Warszawie (1983–1990)

## Filmografia
- Tajemnica puszczy (1990), reż. A. Barszczyński – Zachary
- Republika nadziei (1986), reż. Z. Kuźmiński – doktor Aleksander Dubiski, przewodniczący Rady Ludowej
- Temida (1985), reż. M. Malinowski – doktor Markiewicz, lekarz Błockiego
- 111 dni letargu (1984), reż. J. Sztwiertnia – więzień – wojewoda
- Dom świętego Kazimierza (1983), reż. I. Gogolewski – kapitan Zakrzewski
- Najdłuższa wojna nowoczesnej Europy (1979–1981) reż. J. Sztwiertnia
- Klejnot wolnego sumienia (1981), reż. G. Królikiewicz – Konarski
- Czwartki ubogich (1981), reż. S. Szyszko – ordynator
- Misja (1980), reż. P. Komorowski – ksiądz, znajomy Rafaela
- Bo oszalałem dla niej (1980), reż. S. Chęciński – aktor w przedstawieniu „Marek Aureliusz”
- Wśród nocnej ciszy (1978), reż. T. Chmielewski – nadkomisarz
- Rodzina Połanieckich (1978), reż. J. Rybkowski
- Dux Polonarum – Niemcza 1017 rok (1978), reż. J. Chodnikiewicz
- Ostatnie okrążenie (1977), reż. K. Rogulski – dowódca organizacji „Wilki”
- Biohazard (1977), reż. J. Kubik
- Szaleństwo Majki Skowron (1976), reż. S. Jędryka – Henryk, komendant MO, ojciec Ariela
- Znikąd donikąd (1975), reż. K. Kutz – ksiądz
- Czerwone i białe (1975), reż. P. Komorowski – Rafał Naziemiec
- Wielkanoc (1974), reż. W. Marczewski – Marek, mąż Anny
- Linia (1974), reż. K. Kutz – Michał Górczyn
- Janosik (1974), reż. J. Passendorfer – harnaś Bardos
- Janosik (1973), reż. J. Passendorfer – harnaś Bardos
- Czarne chmury (1973), reż. A. Konic – kowal Fritz
- Odejścia, powroty (1972), reż. W. Marczewski – Jan Kwapiński „Topola”
- Podróżni jak inni (1969), reż. W. Marczewski – Niemiec
- Podziemny front odc. O życie wroga (1965), reż. H. Drapella – żołnierz niemiecki w fabryce